# Jaranwala
Jaranwala é uma cidade do Paquistão localizada na província de Punjab.